# 에그 펌

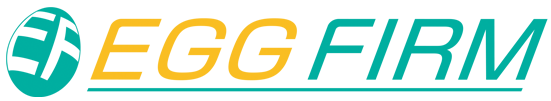

에그 펌(Egg Firm, エッグファーム)은 일본의 애니메이션의 제작, 계획, 관리에 사업을 집중하는 일본의 기업이다.

## 작품

### 텔레비전
- 던전에서 만남을 추구하면 안 되는 걸까
- 게이트 - 자위대. 그의 땅에서, 이처럼 싸우며
- 야한 이야기라는 개념이 존재하지 않는 지루한 세계
- 감옥학원
- 사이키 쿠스오의 재난
- 경계의 린네
- UQ HOLDER!
- 키노의 여행
- 라스트 피리어드 ~끝없는 나선의 이야기~
- 소드 아트 온라인 얼터너터브: 건 게일 온라인
- 노 건즈 라이프
- 칸다가와 제트 걸즈
- 무직전생 ~이세계에 갔으면 최선을 다한다~
- 역전세계의 전지소녀
- 처형 소녀의 살아가는 길
- 부덕의 길드
- 오빠는 끝!
- 야마다 군과 Lv999의 사랑을 하다
- 월드 다이 스타

### 영화
- 극장판 소드 아트 온라인 -오디널 스케일-